# Arthur Johnston
Arthur Johnston (Nova Iorque, 10 de janeiro de 1898 – Corona del Mar, Califórnia, 1 de maio de 1954) foi um compositor norte-americano, conhecido por obras como, "Mandy, Make Up Your Mind", "Pennies from Heaven", entre outros. Ele trabalhou por muito anos com Irving Berlin, Johnny Burke, Sam Coslow e Bing Crosby.
Johnston e Burke foram nomeados ao Oscar de melhor canção original em 1936 por "Pennies from Heaven".
Em 1970, Johnston foi introduzido no Songwriters Hall of Fame.